# Tom Grönberg
Tom Carl Ernst Grönberg (né le 8 novembre 1941 à Helsinki) est un diplomate finlandais. 

## Biographie
Il est ambassadeur à Nairobi et Addis-Abeba de 1983 à 1987, chef adjoint du département juridique du ministère des Affaires étrangères de 1987  à 1990 et chef du département de 1990 à 1994. 
Il est ambassadeur au Conseil de l'Europe de 1994 à 1998 et à Vienne, Ljubljana et Bratislava de 1998 à 2005,.
L'ambassadeur Tom Grönberg est le représentant de la Finlande au conseil d'administration de l'Agence internationale de l'énergie atomique (AIEA) en 1999-2002.
Il a le titre de Varatuomari.